# Pośredni Białczański Żleb

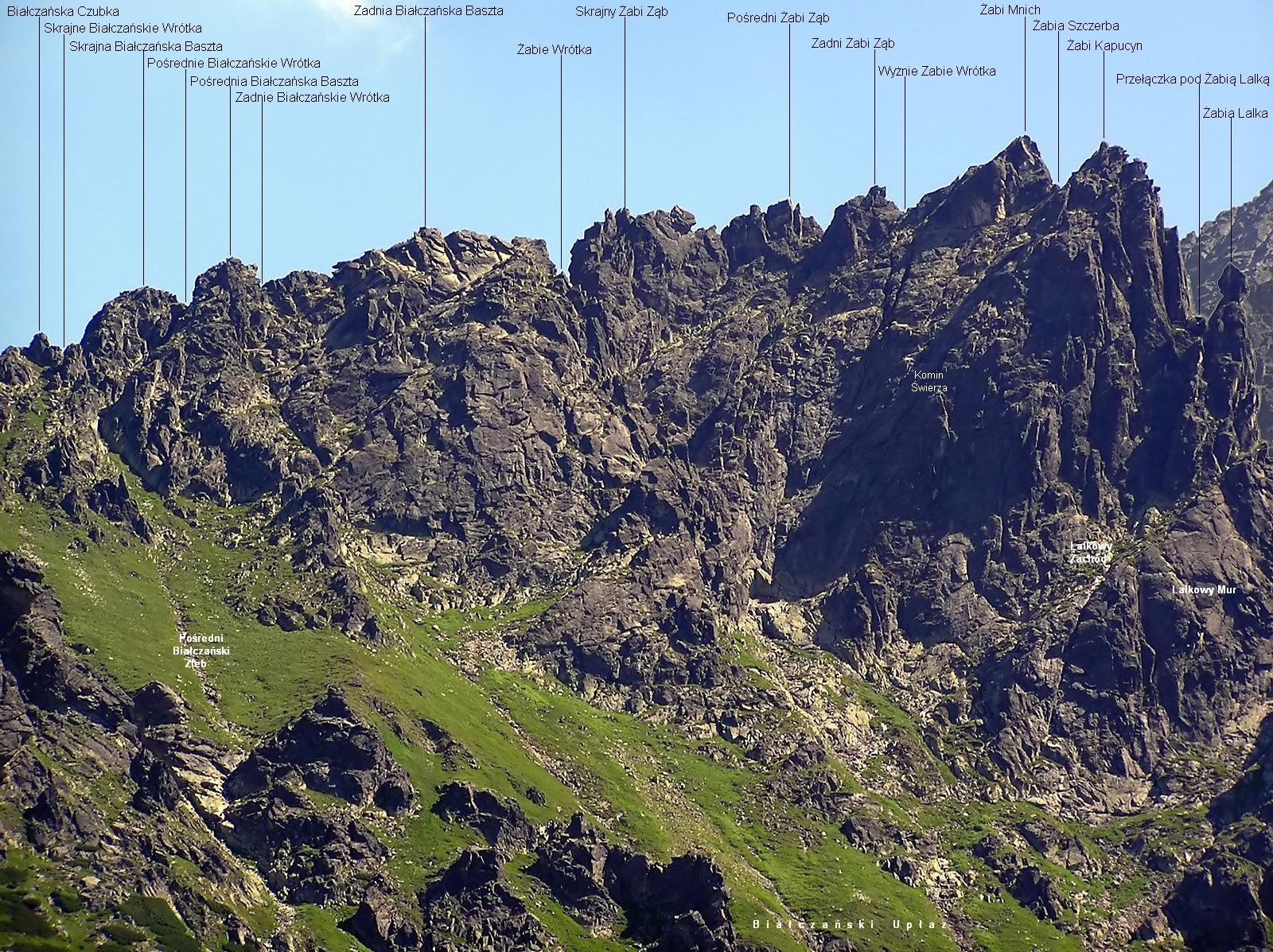
Górna część Pośredniego Białczańskiego Żlebu

Pośredni Białczański Żleb (niem. Mittlere Alpengrundschlucht, słow. Prostredný bielovodský žľab, węg. Középső-Poduplaszki-szakadék) – żleb na zachodnich stokach Żabiej Grani w Tatrach Polskich. Opada spod Pośredniej Białczańskiej Przełęczy do Czarnostawiańskiego Kotła. Orograficznie prawe jego ograniczenie tworzy grzęda opadająca z Białczańskiej Kopki. Grzęda ta oddziela go od Białczańskiego Żlebu.
Górną część Pośredniego Białczańskiego Żlebu to szerokie i trawiaste koryto. Niżej żleb robi się bardziej wąski i bardziej stromy. Lewą część jego dna tworzą płyty. W tym miejscu po jego orograficznie lewej stronie uchodzi do żlebu depresja opadająca spod Skrajnych Białczańskich Wrótek. Na następnym odcinku Pośredni Białczański Żleb staje się rozległym, trawiastym choć stromym upłazem. W najniższej części żleb znów zamienia się w płytowe koryto o skalistych ścianach, omijające po prawej stronie Mokrą Wantę.
Pośrednim Białczańskim Żlebem prowadzi jedna z dwóch taternickich dróg dojściowych od brzegu Czarnego Stawu pod Rysami na Pośrednią Białczańską Przełęcz. Ma kilka miejsc o trudności I w skali tatrzańskiej. Czas przejścia 1 godz.
Autorem nazwy żlebu jest Władysław Cywiński.